# Mutlangen
Mutlangen ist eine Gemeinde im Ostalbkreis in Baden-Württemberg. Sie gehört zur Region Ostwürttemberg und zur Randzone der europäischen Metropolregion Stuttgart.

## Geographie

### Geographische Lage
Mutlangen liegt zwischen dem Welzheimer Wald und dem Vorland der östlichen Schwäbischen Alb auf einer Höhe über dem Remstal.

### Nachbargemeinden
Die Gemeinde grenzt im Norden an Durlangen, im Osten und Süden an die Stadt Schwäbisch Gmünd und im Westen an Alfdorf im Rems-Murr-Kreis.

### Gemeindegliederung

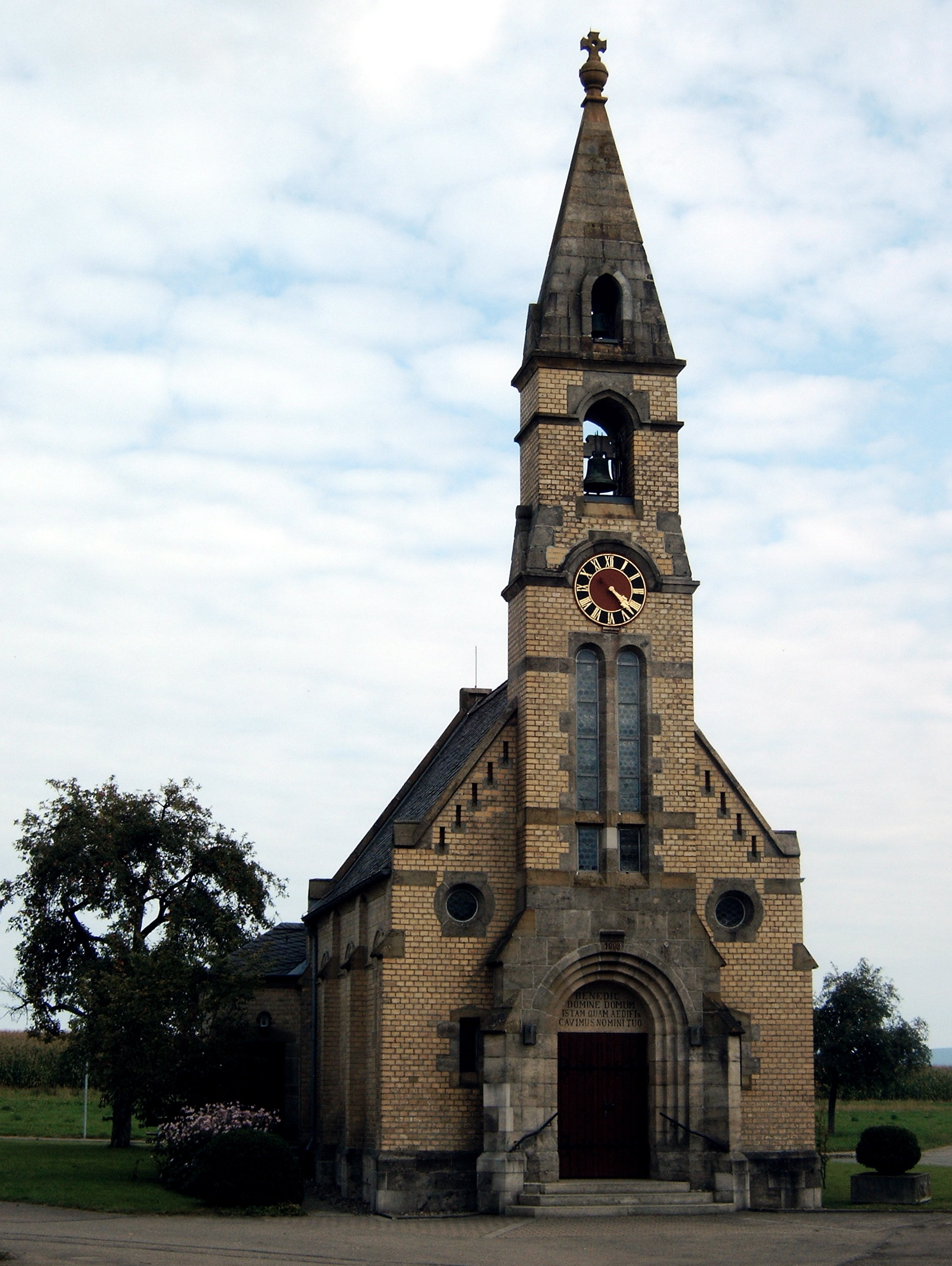
Kapelle in Pfersbach, eingeweiht am 7. Mai 1896

Die Gemeinde besteht aus dem Dorf Mutlangen und dem Weiler Pfersbach, der von Schwäbisch Gmünd umgemeindet wurde und seit 1. April 1973 zu Mutlangen gehört.

### Flächenaufteilung
Nach Daten des Statistischen Landesamtes, Stand 2014.

## Geschichte

### Mittelalter
Um 500 n. Chr. und später entstand die erste nachweisbare Siedlung (Markung des Muotho), jedoch wurde die Stätte erst um 1100 bis 1200 bekannter. Die Grundherrschaften wechselten schnell: Hohenstaufen, Weinsberg und Rechberg. Allmählich wurden Gmünder Klöster und Familien die Hauptgrundbesitzer.
Die erste Erwähnung des Ortsnamens „Mutlangen“ erfolgte 1293 in den Schriften des Klosters Lorch, dem wohl Mutlangen gehörte. Mit der Urkunde vom 22. Juli 1293 nahm Graf Eberhard I. von Württemberg das Kloster Lorch und seine Güter in den Schutz.

### Frühe Neuzeit
1581 wurde Mutlangen von Schwäbisch Gmünd in Besitz genommen. Einer der Rechberger Herren belieh seinen Weiler Mutlangen aus Geldmangel an die Stadt. Das Pfand konnte von den Rechbergern nicht mehr eingelöst werden.

### Württembergische Zeit
Im Zuge der Mediatisierung verlor die Freie Reichsstadt Gmünd 1803 ihre Selbständigkeit und kam zum Kurfürstentum (bzw. seit 1806 Königreich) Württemberg. Somit wurde auch Mutlangen württembergisch und gehörte fortan zum Oberamt Gmünd.
Bei der Verwaltungsreform während der NS-Zeit in Württemberg 1938 wurde aus dem Oberamt der Landkreis Schwäbisch Gmünd, dem Mutlangen bis zum Ende des Jahres 1972 angehörte.

### Nachkriegszeit
Da der Ort nach dem Zweiten Weltkrieg Teil der Amerikanischen Besatzungszone geworden war, gehörte er somit seit 1945 zum neu gegründeten Land Württemberg-Baden, das 1952 im jetzigen Bundesland Baden-Württemberg aufging.
Um 1945 hatte Mutlangen etwa 1200 Einwohner und wies eine überwiegend landwirtschaftlich geprägte Beschäftigungsstruktur auf. Unmittelbar nach Kriegsende wurden in der Gemeinde zahlreiche Heimatvertriebene und Flüchtlinge integriert. In der Folgezeit siedelten sich einige Industrie- und Gewerbebetriebe in der Gemeinde an, so dass sich die Struktur Mutlangens vom Bauerndorf zu einer Industrie- und Wohngemeinde wandelte. Die Einwohnerzahl stieg kontinuierlich bis heute auf nahezu 6600 Personen an.
Im Rahmen der Gemeindegebietsreform entschieden sich Verwaltung und Gemeinderat trotz gegenteiliger Bemühungen der Stadt Schwäbisch Gmünd für die Selbständigkeit der Gemeinde. Diese konnte unter anderem durch Gründung der Verwaltungsgemeinschaft Schwäbischer Wald sichergestellt werden, der außer Mutlangen die Gemeinden Ruppertshofen, Spraitbach, Durlangen und Täferrot angehören. 1973 wurde im Rahmen der Neugliederung der Ortsteil Pfersbach, der bis dahin zur Gemeinde Großdeinbach gehört hatte, nach Mutlangen eingemeindet. Die Gemeinde selbst kam auf Grund der Kreisreform in Baden-Württemberg zum neuen Ostalbkreis.

### Friedensbewegung

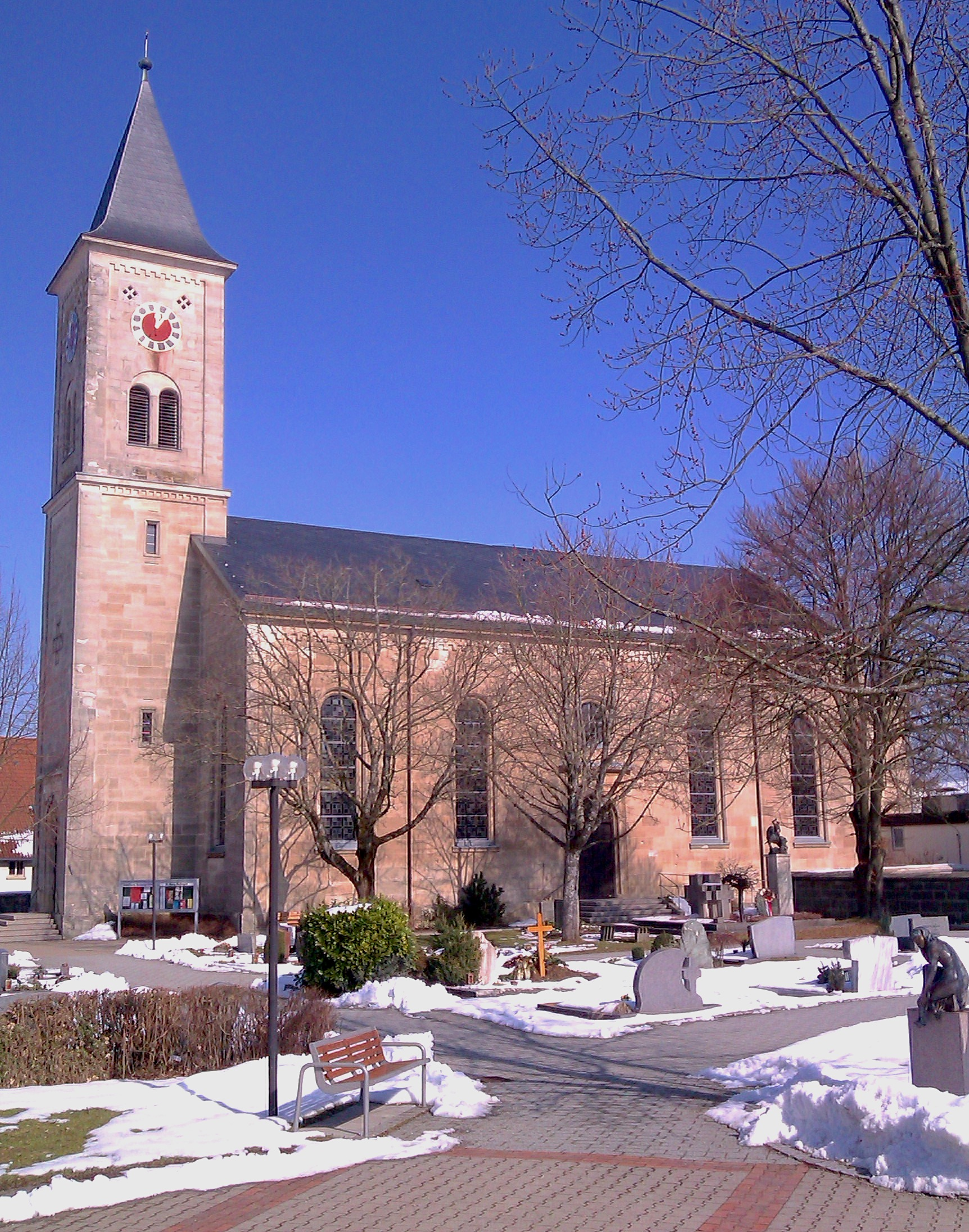
Georgskirche

Weltweit bekannt wurde Mutlangen durch die von 1983 bis 1990 auf der Mutlanger Heide stationierten Pershing-II-Raketen. Um den Abzug der Nuklear-Raketen zu erreichen, veranstalteten Raketengegner wiederholt Friedenscamps und riefen zur Blockade des Depots auf. Die Pressehütte Mutlangen wurde zum Anlaufpunkt für die Friedensdemonstranten und Ausgangspunkt für die Raketenverfolgung und Aktionen. 2999 Blockierer wurden hier festgenommen. Sie wurden wegen Nötigung angezeigt und in der Regel vom zuständigen Amtsgericht Schwäbisch Gmünd zu Geldstrafen von 20 Tagessätzen verurteilt. Das Bundesverfassungsgericht hob später die Verurteilung als verfassungswidrig auf. Mit dem INF-Vertrag wurden die Pershing-II-Raketen aus Mutlangen abgezogen. Das Gelände des ehemaligen Atomwaffenlagers ist heute Neubaugebiet. Siehe auch: Eberhard-Finckh-Kaserne

## Religionen
Auch nach Einführung der Reformation in anderen Gebieten Deutschlands blieb Mutlangen katholisch. Auch heute ist die römisch-katholische Gemeinde mit ihrer St.-Georgs-Kirche dominierend. Aber auch für die wenigen evangelischen Gläubigen gibt es ein Gemeindezentrum, das zur Kirchengemeinde Lindach-Mutlangen gehört.

## Politik

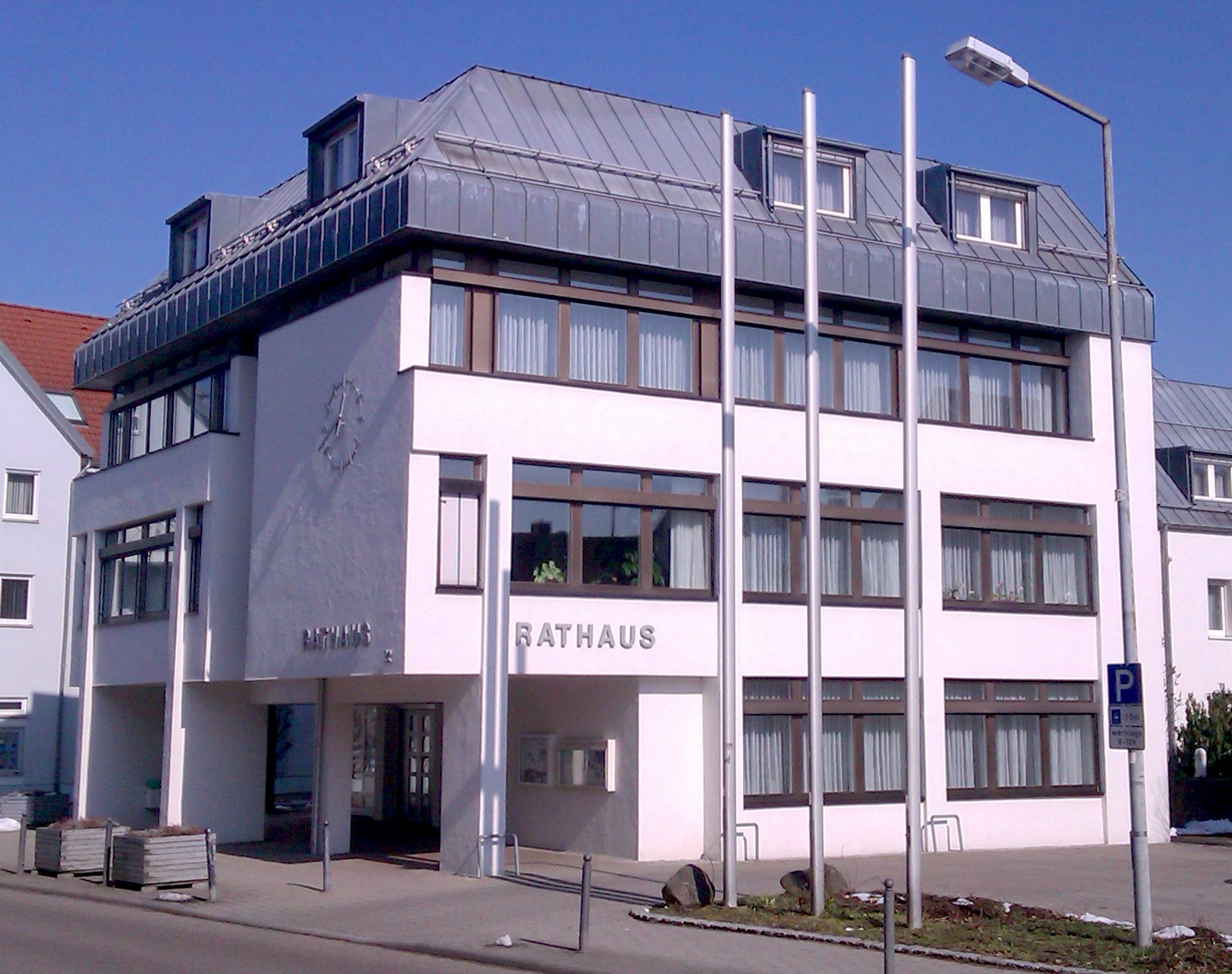
Rathaus Mutlangen

### Gemeinderat
Der Gemeinderat von Mutlangen besteht aus 18 gewählten ehrenamtlichen Mitgliedern, deren Amtszeit fünf Jahre beträgt, sowie der Bürgermeisterin als ebenfalls stimmberechtigter Vorsitzender. Die letzte Wahl vom 9. Juni 2024 führte zu folgendem Ergebnis (mit Veränderungen zur vorletzten Wahl 2019):
| Partei / Liste  | Stimmenanteil | ± %p   | Sitze  | ±      |
| UWL             | 32,2 %        | −3,6   | 6      | −1     |
| CDU             | 28,5 %        | +11,2  | 5      | +2     |
| SPD             | 24,0 %        | +1,0   | 4      | ±0     |
| Grüne           | 15,4 %        | −8,5   | 3      | −1     |
| Gesamt          | 100 %         | –      | 18     | –      |
| Wahlbeteiligung | 63,6 %        | 63,6 % | 63,6 % | 63,6 % |

1. ↑  Unabhängige Wählerliste für Mutlangen und Pfersbach

### Wappen
Das Wappen der Gemeinde Mutlangen wurde durch die Landesregierung Baden-Württemberg verliehen am 1. Februar 1954. Im roten Feld liegt ein silbernes, gleicharmiges, breites Kreuz, belegt mit der roten Silhouette der Schmalseite der St.-Georgs-Kirche. Das Straßenkreuz mit der Kirche gilt als Symbol der Gemeinde und verweist auf ihre verkehrsgünstige Lage. Die Farben Rot-Weiß (Silber) erinnern an die Zugehörigkeit des Dorfes zum Gebiet der ehemaligen Reichsstadt Schwäbisch Gmünd.

### Städtepartnerschaften
Bereits seit 1964 besteht eine Partnerschaft mit Bouxières-aux-Dames in der Nähe von Nancy. 1992 wurde auch eine Partnerschaft mit Vaskút geschlossen, einem Ort in der ungarischen Batschka mit einem donauschwäbischen Bevölkerungsanteil von etwa 30 %.

## Wirtschaft und Infrastruktur

### Verkehr
Mutlangen ist durch die Bundesstraße 298 (Gaildorf–Schwäbisch Gmünd) an das überregionale Straßennetz angebunden. Für den regionalen Verkehr sind die Landesstraßen 1155 und 1156 wichtig. Mit der Inbetriebnahme der Westumgehung der B 298 im September 2005 und der Nordspange der L 1156 im Oktober 2005 wurde die Ortsdurchfahrt in erheblichem Umfang vom Durchgangsverkehr entlastet.
Der nächstgelegene Bahnhof ist der Bahnhof Schwäbisch Gmünd.

### Öffentliche Einrichtungen

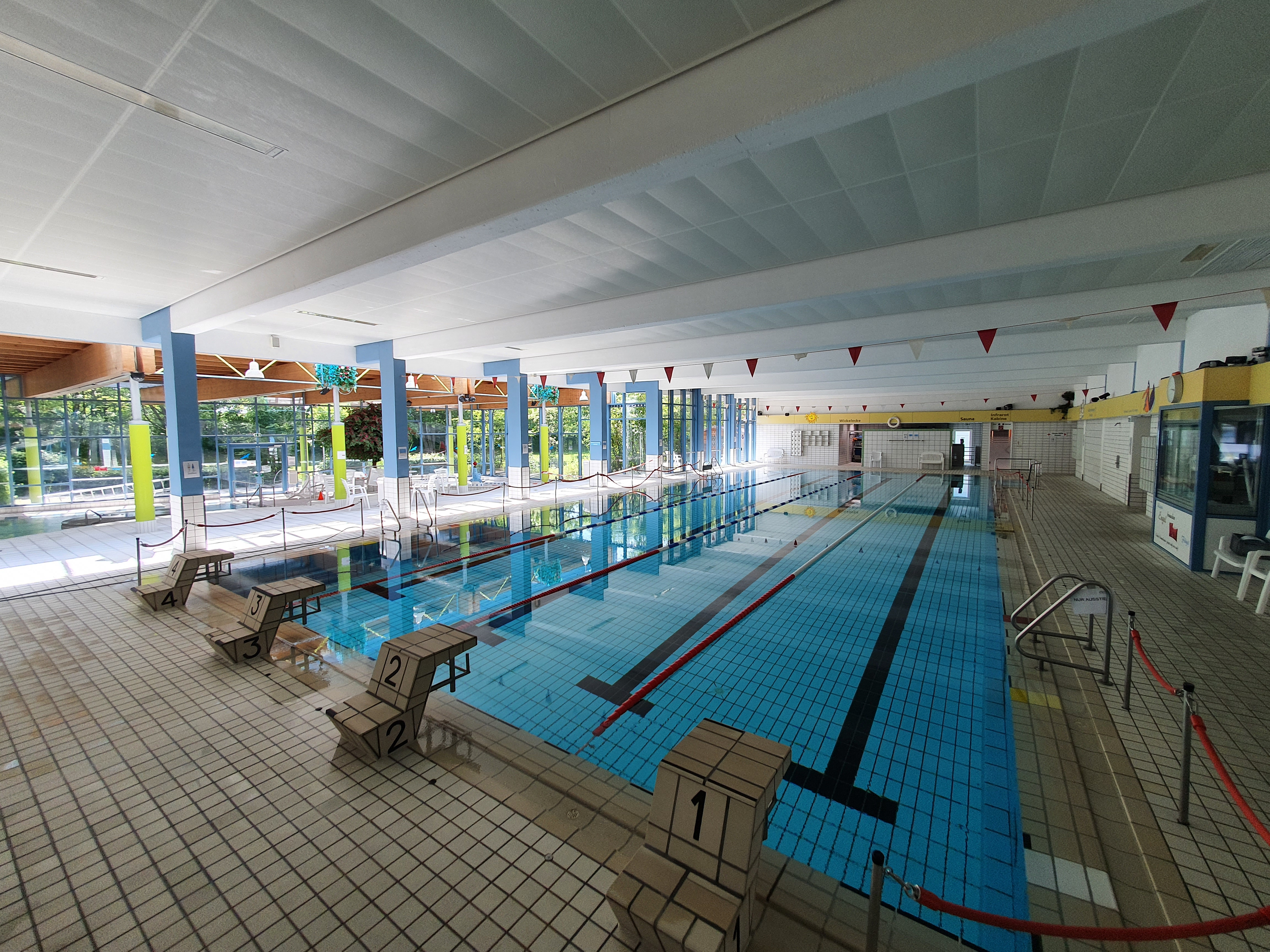
Das Sportbecken des Hallenbad Mutlantis

Die am südwestlichen Ortsrand gelegene Stauferklinikum Schwäbisch Gmünd ist eine Klinik des Ostalbkreises, die den westlichen Kreis einschließlich Schwäbisch Gmünd abdeckt.
Seit 1980 versorgt die in Mutlangen gegründete Sozialstation Schwäbischer Wald hilfsbedürftige Menschen, die sich aufgrund von Krankheit oder Alter nicht mehr selbst zu Hause versorgen können.
Träger der Sozialstation ist die katholische Kirchengemeinde St. Georg in Mutlangen.
Das Hallenbad Mutlantis wurde 1974 eröffnet. Aus Gründen des hohen Abmangels und der hohen Sanierungskosten wurde das Freizeitbad im Oktober 2019 für die Öffentlichkeit geschlossen. Das Bad wird seither mit dem Sport- sowie Nichtschwimmerbecken als Schulbad weiterbetrieben. Eine Teilsanierung ist durch eine Bundesförderung geplant. Seit September 2020 bietet der Förderverein Hallenbad Mutlantis e. V. zeitweise wieder öffentliche Badezeiten an.

### Bildung
In Mutlangen gibt es zwei Grundschulen, eine Werkrealschule und eine Realschule. Zudem befindet sich auf der Mutlanger Heide noch die Heideschule Mutlangen, eine Sprachheilschule, die vom Ostalbkreis betrieben wird. Das private katholische Franziskus-Gymnasium ist im März 2012 eingeweiht worden und vervollständigt das große Angebot. Außerdem bestehen zwei Kindergärten, der Kindergarten St. Elisabeth und der Kindergarten Don Bosco sowie ein Kinderstübchen, in dem Kinder von 2 bis 3 Jahren betreut werden.

## Persönlichkeiten

### Söhne und Töchter der Gemeinde
- Anton Hinderberger (1886–1963), Domdekan in Rottenburg; Vorsitzender und Initiator des Diözesanen Siedlungswerks sowie erster Ehrenbürger Mutlangens
- Heinz Hartmann (1924–2017), Bürgermeister (1954–1986) und Ehrenbürger des Ortes
- Alice Grünfelder (* 1964), Schriftstellerin
- Ines Pohl (* 1967), Journalistin
- Joachim Pfeiffer (* 1967), Politiker der CDU, Mitglied des Deutschen Bundestages
- Alexander Zorniger (* 1967), Fußballtrainer
- Joachim Bläse (* 1968), Landrat
- Patrick Schenk (* 1968), Politiker der AfD
- Anja Jantschik (1969–2024), Journalistin und Schriftstellerin
- Jochen Schneider (* 1970), ehemaliger Sportdirektor bei VfB Stuttgart und Schalke 04
- Claus Krieger (* 1971), Sportpädagoge und Hochschullehrer
- Alexander Delle (* 1974), Politiker der NPD, ehemaliges Mitglied des Landtages in Sachsen
- Ernst Karl Schassberger (* 1975), Koch
- Axel Frühauf (* 1977), Architekt
- Claus-Dieter Kuhn (* 1978), Biochemiker und Strukturbiologe
- André Filipovic (* 1982), Fußballtrainer
- Adrian Wehner (* 1982), Handballspieler
- Timo Bader (* 1983), Schriftsteller
- Anna Bader (* 1983), Klippenspringerin
- Arthur Abele (* 1986), Leichtathlet
- Florian Schöbinger (* 1986), Handballspieler
- Simon Schempp (* 1988), Biathlet
- Dominik Kaiser (* 1988), Fußballspieler
- Cro  (* 1990), Rapper
- Ruben Rupp (* 1990), Landtagsabgeordneter
- Lisa Arnholdt (* 1996), Volleyball- und Beachvolleyballspielerin

## Vereine
Der TSV Mutlangen besteht seit 31. August 1884 und hat 1692 Mitglieder (Stand: 1. März 2007). Die Friedens- und Begegnungsstätte Mutlangen besteht seit 1984.